# Deuxième guerre de Succession javanaise
 (mai 2019).
Si vous disposez d'ouvrages ou d'articles de référence ou si vous connaissez des sites web de qualité traitant du thème abordé ici, merci de compléter l'article en donnant les références utiles à sa vérifiabilité et en les liant à la section « Notes et références ».
La deuxième Guerre de succession javanaise est un conflit qui a opposé de 1719 à 1723 Amangkurat IV, Susuhunan ("souverain") du royaume javanais de Mataram (règne 1719-1726) à ses frères cadets, les princes Blitar et Purbaya, et leur oncle, le prince Arya Mataram, qui se proclame roi. La rébellion a été matée grâce à l'aide de la VOC (Compagnie néerlandaise des Indes orientales), augmentant la dette javanaise envers celle-ci.